# Бъдеще (минно дружество)
Българско акционерно минно дружество „Бъдаще“ е учредено на 29 ноември 1917 г. в София и клонове в страната и чужбина.

## История
Дружеството е регистрирано в Софийски окръжен съд . Акционери на дружеството са: Българска търговска банка, Българско акционерно дружество за търговия и промишленост „Бяло море“ А.Д. Ив. Калпазанови, Атанас Буров, Георги Недков, Петко Тодоров, Губиделников, Марин Ф. Маринов, Васил Карагьозов. От 1923 – 1935 г. в дружеството са включени и френски капитали. Акционери стават Жак Ме, Анри Гулле, Анри Дюказ, Александър Палант, Жак Хенрих, Роже Лабат и др. След разрастване на капиталите, дружеството откупува мините концесии „Черно море“ в землището на с. Ходжамар, Анхиалско, „Кардиф“ в с. Твърдица, Новозагорско, „Принц Борис“, Дряновско, мина „Бутура“ в с. Гурково, Новозагорско, АД „Руди“ и Комисионно дружество „Минков“ и др. Мини „Бъдаще“, „Принц Борис“ и „Бутура“ образуват клон Плачковци, където са създадени коксови пещи и предприятие за производство на нафталин, катран, амоняк, смоли и др.
След 9 септември 1944 г. мините работят под режима на Държавния технико-стопански контрол върху частните каменовъглени мини. Съгласно Закона за откупуване акциите на дружества държавата откупува акциите на Българско акционерно минно дружество „Бъдаще“ като мините на дружеството са включени в двете Държавни обединения „Балкански тръст“ и „Черно море“. От 1 януари 1949 г. мините са обединени в Държавно минно обединение „Въглища“ под ведомството на МТП.
Архивът на дружеството се съхранява във фонд 3 в Централен държавен архив. Той се състои от 186 архивни единици от периода 1944 – 1948 г.